# Abang-Betsenga
Pour les articles homonymes, voir Abang.
Abang-Betsenga est un village du Cameroun, situé dans la commune de Ngomedzap, le département du Nyong-et-So'o et la région du Centre.

## Population
En 1963, Abang-Betsenga comptait 234 habitants, principalement des Ewondo. Lors du recensement de 2005, on y a dénombré 193 personnes.